# 始奔龍屬
始奔龍屬（屬名：Eocursor）意為「開始的奔跑者」，是種新命名的原始鳥臀目恐龍，生存於晚三疊紀諾利階的南非，約2億1000萬年前。始奔龍的化石發現於南非的下艾略特組，是最完整的三疊紀鳥臀目化石，牠們的發現有助於了解鳥臀目的起源。
始奔龍的化石是在1993年發現，但當時並沒有正式地敘述。模式種是嬌小始奔龍，是由理查德·巴特勒（Richard J. Butler）、Roger M. H. Smith、以及大衛·諾曼（David B. Norman）在2007年所敘述。始奔龍是已知最早的鳥臀目恐龍之一，牠們的發現有助於了解早期恐龍的關係，因為早期恐龍的化石大部分是不完整的骨骸。始奔龍的化石包含頭顱骨碎片、脊骨碎片、骨盆、長後肢、以及大型、獨特的可抓握手部。

## 敘述
始奔龍是種輕型、二足恐龍，身長估計約1公尺（3呎）。始奔龍的外形類似早期的侏儸紀鳥臀目恐龍，例如賴索托龍與腿龍。始奔龍的大型手部類似畸齒龍科，畸齒龍科是個原始鳥臀目演化支。始奔龍的牙齒為三角形，類似鬣蜥的牙齒，顯示牠們為部分草食性。脛骨長於股骨，顯示始奔龍是種快速的奔跑者。

## 發現與命名
在1993年，始奔龍的正模標本（編號SAM-PK-K8025）被發現於南非自由邦的下艾略特組。該化石雖然只有部分完整，卻目前所發現保存最好的早期鳥臀目化石，包含部份頭顱骨、下頜、脊椎、以及四肢。
在2007年6月，這些化石被一群跨國古生物學家正式命名為嬌小始奔龍（Eocursor parvus），eos在希臘文中意為「黎明」或「開端」，cursor在拉丁語中意為「奔跑者」，而parvus意為「嬌小的」。牠們是群早期鳥臀目恐龍，體型小，擁有明顯的運動能力。這群跨國古生物學家包含倫敦自然歷史博物館與劍橋大學的理查德·巴特勒（Richard Butler）、劍橋大學的大衛·諾曼（David Norman）、以及南非國家博物館的Roger M. H. Smith。

## 分類
始奔龍是種早期鳥臀目恐龍，鳥臀目最後演化出劍龍屬、三角龍、以及禽龍等物種。巴特勒等人認為始奔龍比畸齒龍科與皮薩諾龍更衍化，比賴索托龍更為原始，並形成頜齒類的姐妹演化支。

## 外部連結
- Eocursor parvus BBC article（页面存档备份，存于）
- Eocursor parvus skeletal reconstruction by Scott Hartman